# Teofil Pojda
Teofil Franciszek Pojda (ur. 7 lutego 1877 w Porębie, zm. 12 kwietnia 1950 w Katowicach) – przedsiębiorca i działacz społeczny, powstaniec śląski.

## Życiorys
Przyszedł na świat jako syn Franciszka i Florentyny z Wolffów. Ukończył szkołę średnią w Saksonii. 
W dniu 6 listopada 1907 pojął za żonę Florentynę Morgałł (1883–1958). Mieszkali najpierw w Bytomiu, potem przy ul. Cynkowej 23 w Katowicach. 
Teofil Pojda na początku XX w. uruchomił w Bytomiu u zbiegu ulic Piekarskiej i Prusa warsztat kowalsko-ślusarski, który szybko zyskał renomę najlepszego w mieście. W czasie I wojny światowej Pojda jako rzemieślnik (mistrz ślusarski i kowalski) został wysłany do pracy w fabryce zbrojeniowej w Berlinie. Dołączyła do niego z żona z dziećmi. Mieli ich troje: Zygmunta, który w okresie międzywojennym studiował we Lwowie, a w czasie II wojny światowej był pułkownikiem Wojska Polskiego; Pelagię (po mężu Sulma); Irenę (po mężu Breguła), która studiowała w Berlinie metaloplastykę artystyczną, potem uczyła się w Pradze, pracowała jako artystka rzeźbiarka. 
Po powrocie do Bytomia poświęcił się pracy zawodowej. Pojda wykuł bramę dla Hotelu Lomnitz. Do terminu Pojda przyjmował tylko młodzież z rodzin mieszkających w okolicy. Wielu z nich stało się fachowcami. Byli członkami bytomskiego „Sokoła”, polskiej drużyny harcerskiej (pierwszej w mieście), jak również uczestnikami kampanii plebiscytowej i powstańcami III powstania śląskiego. W piwnicach warsztatu Pojdy produkowano broń dla insurgentów. Odbywały się tu tajne spotkania młodzieży polskiej z Rozbarku nazywanej "pojdowcami". Było ich ok. 15. Sam Pojda wziął udział we wszystkich trzech powstaniach śląskich i plebiscycie, był też członkiem Polskiej Organizacji Wojskowej Górnego Śląska. 
W okresie międzywojennym Teofil Pojda był starszym cechu ślusarzy, właścicielem zakładu ślusarskiego, organizatorem i prezesem Polskiego Związku Samodzielnych Rzemieślników i Przemysłowców Województwa Śląskiego. Był członkiem Komisji Propagandowo-Organizacyjnej katowickiego koła Związku Polskich Samodzielnych Rzemieślników i Przemysłowców na Śląsku. 
W 1924 wraz z Aleksandrem Wodarczykiem na podstawie kontraktu przejął zakład przemysłowy „Młot”, należący wcześniej do Herkulesa Werke (Nickelwerke). Zakład specjalizował się w wyrobie artykułów metalowych i naprawie kolejek wąskotorowych, zatrudniał 87 robotników, a jego kapitał zakładowy wynosił 10 mld marek polskich. Zlokalizowany był przy ul. Fabrycznej 3, a od 1927 przy ul. Krakowskiej. Później należące do Teofila zakłady rzemieślnicze zlokalizowane były przy ul. Żółkiewskiego 3 (Bogucice). Choć w 1930 zakład miał zostać zlikwidowany, to w 1931/1932 notowano go w  z informacją, że zajmowano się tu naprawą maszyn i przyborów drukarskich, sprzedawano żelazne taczki; był tu także zakład kowalski, ślusarski i maszynowy, sprzedawano bramy żelazne i wybory metalowe, organizowano autogeniczne spawanie. W 1935/1936 Teofila Pojdę notowano jako właściciela zakładu ślusarskiego przy ul. Żółkiewskiego. W czasie II wojny światowej zakład przemysłowy Teofila Pojdy funkcjonował. W 1929, podczas Powszechnej Wystawy Krajowej w Poznaniu, Teofil Pojda został uhonorowany złotym medalem za artystyczną robotę stolarską. 
W latach 1945–1949 Teofil Pojda pełnił funkcję dyrektora Zakładu Doskonalenia Zawodowego w Katowicach. W 1945 był przewodniczącym Komisji Egzaminacyjnych Mistrzowskich i Czeladniczych z blacharstwa, dekarstwa, instalacji wodnych i kanalizacyjnych, kowalstwa, wyrobu szkieł i narzędzi optycznych, ślusarstwa (w tym precyzyjnego i samochodowego), spawalnictwa oraz tokarstwa. Od 1945 był Prezesem Izby Rzemieślniczej w Katowicach, w której działał już wcześniej – w 1937 i 1938 był jej radcą. W 1947 został Prezesem Powiatowego Związku Cechów w Katowicach, rezygnując z przewodniczenia Izbie Rzemieślniczej. Z okazji 70. urodzin, w 1947, otrzymał od Izby Rzemieślniczej w Katowicach dyplom zasługi za owocną pracę oraz złoty medal. W 1948 jako naczelnik Wydziału Szkoleniowego wziął udział w rozdaniu świadectw absolwentom kursu z województwa śląskiego w Zakładzie Doskonalenia Rzemiosła w Katowicach. W marcu 1948 notowano go jako prezesa Zakładu Doskonalenia Rzemiosła w Katowicach (Instytut Rzemieślniczo-Przemysłowy). 
Był członkiem Wojewódzkiej Rady Narodowej w Katowicach z ramienia rzemiosła. W 1947 zrezygnował z funkcji.
Pochowany jest na cmentarzu przy ul. Francuskiej w Katowicach. W 2011 grobem opiekowali się uczniowie i uczennice Technikum Fryzjerskiego w Katowicach.

## Ordery i odznaczenia
- Złoty Krzyż Zasługi (18 stycznia 1946)[25][26]
- Krzyż na Śląskiej Wstędze Waleczności i Zasługi[1]